# يوجيرو تاكاهاغي
يوجيرو تاكاهاغي (باليابانية: 高萩 洋次郎) (مواليد 2 أغسطس 1986) هو لاعب كرة قدم ياباني يلعب حاليا لصالح نادي سول في دوري كوريا الجنوبية لكرة القدم. يلعب مع منتخب اليابان لكرة القدم منذ عام 2013.

## وصلات خارجية
- يوجيرو تاكاهاغي على موقع الاتحاد الدولي (مؤرشف)  (الإنجليزية)
- يوجيرو تاكاهاغي على موقع رابطة كرة القدم اليابانية للمحترفين (اليابانية)
- يوجيرو تاكاهاغي على موقع دوري كوريا الجنوبية (الإنجليزية)
- يوجيرو تاكاهاغي على موقع إي إس بي إن إف سي (الإنجليزية)
- يوجيرو تاكاهاغي على موقع قاعدة بيانات كرة القدم.إي يو (الإنجليزية)
- يوجيرو تاكاهاغي على موقع ناشيونال فوتبول تيمز (الإنجليزية)
- يوجيرو تاكاهاغي على موقع Soccerbase.com (لاعب) (الإنجليزية)
- يوجيرو تاكاهاغي على موقع Soccerway.com (الإنجليزية)
- يوجيرو تاكاهاغي على موقع عالم كرة القدم.نت (الإنجليزية)
- يوجيرو تاكاهاغي على موقع كووورة
- National Football Teams
- Japan National Football Team Database